# Conciles de Sens
Plusieurs conciles se sont tenus à Sens.

## Liste des conciles de Sens
- ~601[1]
- 657[1]
- 669 ou 670[1]
- 846[1]
- 850 : concile de la province de Sens, tenu à Moret, présidé par Venilon[1].
- 852[1]
- 853 : ce concile refuse de sacrer Burchard évêque de Chartres bien que ce dernier ait été recommandé par Charles le Chauve[1]
- 862[2]
- 912[3]
- 980[4],[5]
- 986 : cette date est notée dans la chronique de Saint-Pierre-le-Vif de Sens, mais Migne pense qu'il s'agit du concile qui s'est tenu en 980[4]
- 996[4]
- 1048[4]
- 1071[4]
- 1080[4]
- ~1105 : concile de la province de Sens, lieu incertain[4]
- 1140[6] : commence le 26 mai 1140, et est le cadre de discussions théologiques sur les positions d'Abélard. Celles-ci sont considérées comme approximatives et condamnées à l'instigation de saint Bernard. Abélard avait déjà été condamné au concile de Soissons en 1121 pour ses vues peu orthodoxes, notamment au sujet de la Trinité[7].
- entre 1165 et 1177[8]
- 1198[9]
- 1216[10]
- ~1224 : concile de la province de Sens[10]
- 1239[11]
- 1252[12]
- 1256[12]
- 1269[12]
- 1280[13]
- 1315[14]
- 1320[14]
- 1460[15]
- 1485 : concile la province de Sens[16]
- 1524 : synode diocésain[17]
- 1528 : concile de la province de Sens[17]
- 1554[17]
- 1612 : concile de la province de Sens, tenu à Paris[17]
- 1644 : synode diocésain[17]
- 1658[18] : débute le 4 septembre, convoqué par Louis Henry de Gondrin.